# Special "ONE"
「Special "ONE"」（スペシャル・ワン）は、ELISAの7作目のシングル。2010年10月27日にジェネオンエンタテインメントから発売された。

## 解説
表題曲「Special "ONE"」は、OVA『とある科学の超電磁砲』のエンディングテーマとして使用されている。初回限定盤（GNCA-0158）と通常盤（GNCA-0159）の2種類の仕様でリリースされ、初回限定盤には「Special "ONE"」のPVを収録したDVDが同梱されている。今作は初回盤と通常盤では内容が異なっており、前者はカップリング曲「Heaven`s Sky」、後者には前作「Real Force」と前々作「Dear My Friend -まだ見ぬ未来へ-」(それぞれLiveバージョン)が収められている。
通常盤のジャケットには、上記アニメの登場キャラクターである御坂美琴・白井黒子・初春飾利・佐天涙子が描かれている。

## 収録曲

### 初回盤
1. Special "ONE" [4:09]
作詞：春和文、作曲：川崎里実、編曲：大久保薫
2. Heaven's Sky [4:39]
作詞：渡邊亜希子、作曲：村下雅俊、編曲：前口渉
3. Special "ONE"（OVA edit） [1:50]
4. Special "ONE"（Instrumental）
5. Heaven's Sky（Instrumental）

### 通常盤
1. Special "ONE"
2. Dear My Friend -まだ見ぬ未来へ- （Live） [4:13]
作詞：春和文、作曲：渡辺拓也、編曲：大久保薫
3. Real Force （Live） [4:15]
作詞：六ツ見純代、作曲・編曲：菊田大介
4. Special "ONE"（OVA edit）
5. Special "ONE"（Instrumental）